# Matt Willig
Matthew Joseph Willig (nacido el 21 de enero de 1969) es un actor estadounidense y ex tackle ofensivo de fútbol americano en la National Football League (NFL).

## Primeros años y educación
Willig nació en La Mirada, California. Jugó fútbol y baloncesto en St. Paul High School (Santa Fe Springs, California). Jugó fútbol americano universitario en la Universidad del Sur de California como miembro del equipo ganador del Rose Bowl de 1989. Era una estudiante de administración pública.

## Carrera de fútbol profesional
Willig jugó 14 años para los New York Jets, los Atlanta Falcons, los Green Bay Packers, los St. Louis Rams, los San Francisco 49ers y los Carolina Panthers. Willig estuvo en el equipo ganador de los St. Louis Rams en el Super Bowl XXXIV, y en el equipo de los Carolina Panthers en el Super Bowl XXXVIII.

## Carrera de actuación
Willig interpretó al agente especial Simon Cade en la octava temporada de NCIS hasta el primer episodio de la novena temporada (fecha de emisión el 20 de septiembre de 2011). En 2009, tuvo un papel secundario como un brutal cavernícola que atormentaba a Jack Black y Michael Cera en la película Year One. Apareció como un miembro de una pandilla llamado Little Chino en la serie Showtime, Dexter (2007). Apareció como un guardaespaldas llamado Yuri en la serie Chuck de NBC, y también apareció en un episodio de My Name is Earl titulado "Bullies". También apareció en un episodio de la temporada 7 de Malcolm In the Middle, como Crash, un alcohólico en recuperación, y tuvo un pequeño papel en la película de acción de Hong Kong de 1993, Full Contact. Apareció en un papel menor en ICarly como un camionero llamado "Sledghammer". Hizo otra aparición especial en The Suite Life on Deck como un genio en el episodio 22 de la temporada 2. En Sunny, entre estrellas en el episodio "Sonny Get Your Goat", apareció como "Limo", el medio de transporte a la habitación del motel de Tawni en un país extranjero, y apareció en el programa de Disney XD Par de reyes. Willig también tuvo un papel secundario en el segundo episodio de Terriers. Interpretó a Mike Drake en el thriller independiente aclamado por la crítica The Employer. También aparece en la película de 2013 A Resurrection. En 2011, estuvo en la telenovela de CBS The Young and the Restless, como el guardaespaldas de Billy Abbott, "Tank". Más recientemente interpretó a One Eye, un narcotraficante mexicano, en We're the Millers y a Gregorek en la serie Grimm de NBC.
En 2014, apareció en la temporada 1 de Brooklyn Nine-Nine como Brandon Jacoby (temporada 1, episodio 14: "The Ebony Falcon").
En 2015, Willig tuvo un papel recurrente como Lash en la tercera temporada de la serie de televisión de ciencia ficción Agents of S.H.I.E.L.D.. También interpretó al exjugador de la NFL Justin Strzelczyk en la película Concussion.
En 2019, Willig interpretó a un miembro de la pandilla Black Satan llamado Creep en la película 3 from Hell de Rob Zombie.
Willig prestó su voz a Juggernaut en el juego de Marvel Spider-Man: Shattered Dimensions.
En febrero de 2021, apareció como André the Giant en la serie de comedia de NBC Young Rock.
Willig ha actuado en numerosas campañas comerciales nacionales, incluido un anuncio de Capital One con David Spade, un anuncio de Bud Light y como héroe de acción en un comercial de Halls.

## Vida personal
Willig fue criado como católico. Apoyó la campaña NOH8 en oposición a la Proposición 8 de California, que ilegalizó el matrimonio entre personas del mismo sexo en el estado de California. Criticó "la total hipocresía que existe en la Iglesia y su postura hacia los homosexuales", y que había "evolucionado hasta sentir que la igualdad y tratar a todos por igual es lo más importante". A pesar de su desacuerdo con la postura de la Iglesia sobre el matrimonio entre personas del mismo sexo, todavía era católico practicante en 2012.
Willig tiene dos hijas.

## Filmografía

### Película
| Año  | Título                             | Papel             | Notas           |
| ---- | ---------------------------------- | ----------------- | --------------- |
| 1993 | Full Contact                       | 'Hulk'            |                 |
| 2006 | The Benchwarmers                   | Chico deportista  |                 |
| 2008 | A Girl and a Gun                   | 'Superman'        | Cortometraje    |
| 2009 | Year One                           | Marlak            |                 |
| 2010 | Abelar: Tales of an Ancient Empire | Giant Iberian     |                 |
| 2010 | Sex Tax: Based on a True Story     | Chico de cuero    | Sin acreditar   |
| 2012 | Buds                               | Bruno             | Cortometraje    |
| 2012 | Guns, Girls and Gambling           | The Indian        |                 |
| 2012 | The Reef 2: High Tide              | Bronson (voz)     | Directo a video |
| 2012 | Christmas in Compton               | Charlie           |                 |
| 2013 | A Resurrection                     | Vince             |                 |
| 2013 | Bounty Killer                      | Bob 'Big Bob'     |                 |
| 2013 | The Employer                       | Mike Drake        |                 |
| 2013 | We're the Millers                  | 'One-Eye'         |                 |
| 2014 | Stretch                            | Boris             |                 |
| 2015 | Wild Card                          | Kinlaw            |                 |
| 2015 | Concussion                         | Justin Strzelczyk |                 |
| 2016 | Term Life                          | Matón #1          |                 |
| 2016 | The Horde                          | Stone             | Directo a video |
| 2016 | Happy Birthday                     | 'El Caballo'      |                 |
| 2016 | The Bounce Back                    | Vladamir          |                 |
| 2017 | Keep Watching                      | The Terror        |                 |
| 2018 | Eruption: LA                       | Serge             |                 |
| 2019 | 3 from hell                        | Creep             |                 |
| 2020 | Aves de presa                      | Happy             |                 |

### Televisión
| Año       | Título                                          | Papel                                              | Notas                                       |
| --------- | ----------------------------------------------- | -------------------------------------------------- | ------------------------------------------- |
| 2006      | Malcolm in the Middle                           | 'Crash'                                            | Episodio: "A.A."                            |
| 2006      | El ala oeste de la Casa Blanca                  | Atleta famoso                                      | Episodio: "Two Weeks Out"                   |
| 2006      | Todo el mundo odia a Chris                      | Jason                                              | Episodio: "Everybody Hates Superstition"    |
| 2007      | Dexter                                          | Alfonso Conception / Chino 'Little Chino' Gonzales | 2 episodios                                 |
| 2007      | Chuck                                           | Uri                                                | Episodios: "Chuck Versus the Tango"         |
| 2008      | Shark                                           | Hank 'Buzz' Busby                                  | Episodio: "Partners in Crime"               |
| 2008      | ICarly                                          | 'Sledgehammer'                                     | Episodio: "iHurt Lewbert"                   |
| 2009      | Hydra                                           | Gunner                                             | Película de televisión                      |
| 2009      | My Name Is Earl                                 | Wally                                              | Episodio: "Bullies"                         |
| 2009      | CSI: Crime Scene Investigation                  | Gorth                                              | Episodio: "A Space Oddity"                  |
| 2010      | Cold Case                                       | Chuck 'French' Jaworski '74                        | Episodio: "The Runaway Bunny"               |
| 2010      | Sunny, entre estrellas                          | Lee Moe                                            | Episodio: "Sonny Get Your Goat"             |
| 2010      | The Suite Life on Deck                          | Genio                                              | Sin acreditar; episodio: "Rock the Kasbah"  |
| 2010      | Terriers                                        | Montell                                            | Episodio: "Dog and Pony"                    |
| 2010      | Playing with Guns                               | Larry                                              | Piloto de televisión                        |
| 2010–2011 | Par de reyes                                    | Líder Tarantula                                    | 3 episodios                                 |
| 2011      | Chuck                                           | Yuri The Gobbler                                   | Episodio: "Chuck Versus the Gobbler"        |
| 2011      | The Nine Lives of Chloe King                    | Raoni                                              | Episodio: "Dogs of War"                     |
| 2011      | NCIS                                            | Agente Simon Cade                                  | 4 episodios                                 |
| 2011      | The Young and the Restless                      | 'Tank'                                             | 3 episodios                                 |
| 2012      | Kickin' It                                      | 'Mondo'                                            | Episodio: "Rowdy Rudy"                      |
| 2012      | The High Fructose Adventures of Annoying Orange | Matón de Cash & Smash #2                           | Episodio: "C.E.O. - Chief Executive Orange" |
| 2013      | Grimm                                           | Gregorek                                           | Episodio: "Cold Blooded"                    |
| 2014      | Brooklyn Nine-Nine                              | Brandon Jacoby                                     | Episodio: "The Ebony Falcon"                |
| 2014      | La leyenda de Korra                             | Hombre musculoso (voz)                             | Episodio: "The Stakeout"                    |
| 2015      | Battle Creek                                    | Traficante                                         | Episodio: "The Battle Creek Way"            |
| 2015-2016 | Agents of S.H.I.E.L.D.                          | Lash                                               | Recurrente; 6 episodios                     |
| 2016      | Flaked                                          | Granger                                            | 2 episodios                                 |
| 2016      | Blunt Talk                                      | 'Tiny'                                             | 3 episodios                                 |
| 2017      | Type A                                          | Sergeant Dodds                                     | Piloto de televisión                        |
| 2018      | The Guest Book                                  | Captain Preposterous                               | 1 episodio                                  |
| 2018      | La balada de Buster Scruggs                     | Hombre rudo #3                                     | 1 episodio                                  |
| 2018      | The Loud House                                  | Prisionero (voz)                                   | Episodio: "Tripped!"                        |
| 2019      | Charmed                                         | Dante                                              | Episodio: "Keep calm and Harry on"          |
| 2021      | Young Rock                                      | André The Giant                                    | 5 episodios                                 |

### Videojuegos
| Año  | Título                           | Papel      |
| ---- | -------------------------------- | ---------- |
| 2010 | Spider-Man: Shattered Dimensions | Juggernaut |